# Нёйи-ле-Дижон
Нёйи́-ле-Дижо́н (фр. Neuilly-lès-Dijon) — коммуна во Франции, находится в регионе Бургундия. Департамент коммуны — Кот-д’Ор. Входит в состав кантона Шенов. Округ коммуны — Дижон.
Код INSEE коммуны — 21452.

## Население
Население коммуны на 2010 год составляло 1869 человек.
| 1962 | 1968 | 1975 | 1982 | 1990 | 1999 | 2010 |
| ---- | ---- | ---- | ---- | ---- | ---- | ---- |
| 548  | 637  | 1555 | 1395 | 1926 | 2143 | 1869 |

## Экономика
В 2010 году среди 1231 человека трудоспособного возраста (15—64 лет) 860 были экономически активными, 371 — неактивными (показатель активности — 69,9 %, в 1999 году было 70,3 %). Из 860 активных жителей работали 801 человек (417 мужчин и 384 женщины), безработных было 59 (29 мужчин и 30 женщин). Среди 371 неактивных 144 человека были учениками или студентами, 128 — пенсионерами, 99 были неактивными по другим причинам.